# اسپری مگس

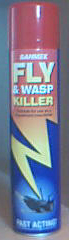
اسپری مگس

اسپری مگس یا اسپری مگس‌کش (به انگلیسی: Fly spray) یک حشره‌کش شیمیایی است که در قوطی آئروسل موجود است که برای کشتن مگس‌ها به هوا اسپری می‌شود. اسپری مگس حشرات مختلف مانند مگس خانگی و زنبور را از بین می‌برد.
اسپری مگس در برابر مگس سیاه مؤثر است. آژانس حفاظت محیط زیست ایالات متحده مطالعه‌ای را منتشر کرد که جزئیات اثربخشی اسپری مگس سیاه را شرح می‌دهد.
مانند بسیاری از حشره‌کش‌ها، اسپری مگس می‌تواند برای بسیاری از جانداران دیگر از جمله پرندگان، ماهیان، حشرات مفید و گیاهان غیرهدف سمی باشد.